# Hồ Trạch Quân
Hồ Trạch Quân (tiếng Trung: 胡泽君; sinh tháng 3 năm 1955) là chính khách nước Cộng hòa Nhân dân Trung Hoa. Bà nguyên là Tổng Kiểm toán Nhà nước Trung Quốc, Tổng Thư ký Tổ chức các Cơ quan Kiểm toán tối cao châu Á (ASOSAI) nhiệm kỳ 2018 - 2021.
Hồ Trạch Quân về hưu tháng 6 năm 2020.

## Tiểu sử
Hồ Trạch Quân là người Trùng Khánh. Tháng 4 năm 1974, bà tham gia công tác là thanh niên trí thức công xã Nhân Hòa, huyện Tây Sung, tỉnh Tứ Xuyên. Tháng 2 năm 1976, bà gia nhập Đảng Cộng sản Trung Quốc. Cũng trong năm 1976, Hồ Trạch Quân đảm nhiệm vị trí Phó Bí thư Huyện đoàn Tây Sung. Tháng 6 năm 1977, bà làm Phó Tổ trưởng Tiểu tổ lãnh đạo công tác thanh niên trí thức Địa ủy địa khu Nam Sung, tỉnh Tứ Xuyên.
Tháng 9 năm 1978, Hồ Trạch Quân học chuyên ngành triết học tại Học viện Chính pháp Tây Nam (nay là Đại học Khoa học Chính trị và Luật Tây Nam). Tháng 7 năm 1982, bà nghiên cứu sinh thạc sĩ chuyên ngành lịch sử tư tưởng pháp luật Trung Quốc khoa pháp luật tại Học viện Chính pháp Tây Nam.
Tháng 6 năm 1985, Hồ Trạch Quân đảm nhiệm vai trò trợ giáo khoa pháp luật tại Học viện Chính pháp Tây Nam. Tháng 7 năm 1986, bà đảm nhiệm vai trò Bí thư Đoàn trường Học viện Chính pháp Tây Nam. Tháng 6 năm 1991, bà được bổ nhiệm làm Phó Bí thư Đảng ủy Học viện Chính pháp Tây Nam. Tháng 2 năm 1995, bà nhậm chức Bí thư Đảng ủy Học viện Chính pháp Tây Nam.
Tháng 11 năm 1995, Hồ Trạch Quân được bổ nhiệm giữ chức Phó Chủ nhiệm Chính trị Bộ Tư pháp. Tháng 4 năm 2001, bà được bổ nhiệm làm Thứ trưởng Bộ Tư pháp. Tháng 7 năm 2004, bà được luân chuyển về địa phương làm Ủy viên Ban Thường vụ Tỉnh ủy Quảng Đông, Trưởng Ban Tổ chức Tỉnh ủy Quảng Đông.
Tháng 6 năm 2010, Hồ Trạch Quân được bổ nhiệm làm Phó Viện trưởng Viện Kiểm sát Nhân dân Tối cao (hàm Bộ trưởng).
Tháng 4 năm 2017, Hồ Trạch Quân được bổ nhiệm làm Tổng Kiểm toán Nhà nước, kế nhiệm Lưu Gia Nghĩa, trở thành người phụ nữ đầu tiên giữ chức vụ này.
Ngày 22 tháng 9 năm 2018, trong khuôn khổ phiên họp toàn thể lần thứ hai của Đại hội Tổ chức Các cơ quan Kiểm toán tối cao châu Á lần thứ 14 (ASOSAI 14), Hồ Trạch Quân được bầu làm Tổng Thư ký Tổ chức các Cơ quan Kiểm toán tối cao châu Á, thay cho Choe Jaehyeong mãn nhiệm.
Bà là Ủy viên dự khuyết Ban Chấp hành Trung ương Đảng Cộng sản Trung Quốc khóa XVII và Ủy viên Ban Chấp hành Trung ương Đảng Cộng sản Trung Quốc khóa XVIII, XIX.
Bà về hưu ngày 30 tháng 6 năm 2020, kế nhiệm bởi Thẩm kế trưởng Hầu Khải.